# 14 dies, 12 nits
14 dies, 12 nits (originalment en francès, 14 jours, 12 nuits) és una pel·lícula dramàtica canadenca, dirigida per Jean-Philippe Duval i estrenada el 2019. La pel·lícula és protagonitzada per Anne Dorval com a Isabelle Brodeur, una dona canadenca afligida per la mort accidental de la seva filla adolescent adoptada del Vietnam, uns fets que la porten a emprendre un viatge per conèixer Thuy Nguyen (Leanna Chea), la mare biològica de la nena. La versió doblada al català es va estrenar el 2021.
La pel·lícula es va exhibir al Festival de Cinema Internacional d'Abitibi-Témiscamingue l'octubre de 2019 i es va estrenar comercialment el febrer de 2020.
14 dies, 12 nits va ser seleccionada com a entrada canadenca per a la millor pel·lícula internacional als 93ns Premis Oscar, després de primera cita presentada pel Canadà, Funny Boy, fos desqualificada. Tot i això, finalment no va ser nominada a la categoria.